# Эдмондс, Эдвард Клакстон
Эдвард Клакстон Эдмондс (англ. Edward Claxton Edmonds; 21 января 1835 — 3 июля 1863) — американский военный, преподаватель и полковник армии Конфедерации во время Гражданской войны в США. Командовал 38-м Вирджинским пехотным полком, был убит под Геттисбергом, когда вёл полк в наступление во время атаки Пикетта.

## Ранние годы
Эдвард Эдмондс родился в вирджинском местечке Парис (округ Фокир), в семье Доктора Джона Эдмондса и Элен Картер Эдмондс, которая происходила из семьи Картеров округа Питтсильвейни. В 1850-х годах семья жила в Александрии и в сентябре 1854 года Эдмондс вступил в Вирджинский военный Институт по квоте от Александрии. Он окончил Институт 4 июля 1858 в выпуске из 19 кадетов (8 из которых впоследствии погибли в ходе войны). По окончании института Эдмондс около года преподавал математику в школе в Стаутоне. 29 декабря 1858 года он женился на Маргарет Татуилер (1838 - 1894) из округа Флуванна, и они переехали в Дэнвилл, где Эдмондс открыл военную академию.
6 мая 1860 года в Дэнвилле у Эдмондсов родилась дочь, Молли Эдмондс (1860—1928).

## Гражданская война
Когда Вирджиния вышла из состава Союза, Эдмондс отправился в Ричмонд и предложил свои услуги губернатору. Губернатор велел ему вернуться в Дэнвилл и набрать пехотный полк. Эдмондс к 12 июня набрал полк, вернулся с ним по железной дороге в Ричмонд и 1 июля полк был включён в армию Конфедерации как 38-й Вирджинский пехотный полк. Эдмондс стал полковником этого полка. Полк был отправлен в долину Шенандоа и включён в армию Джозефа Джонстона, затем переброшен под Манассас, но опоздал к первому сражению при Булл-Ран.
Осенью 1861 и весной 1862 года полк Эдмондса числился в бригаде Джубала Эрли, и в мае 1862 года участвовал в сражении при Уильямсберге. 31 мая Эдмондс был ранен в сражении при Севен-Пайнс, а 1 июля - в сражении при Малверн-Хилл.
Полк не задействовался серьёзно в сражении при Энтитеме в сентябре и в сражении при Фредериксберге в декабре 1862 года. Весной 1862 года бригада Пикетта участвовала в экспедиции к Саффолку, из-за чего пропустила сражение при Чанселорсвилле.
На третий день сражения при Геттисберге полк участвовал в атаке Пикетта. Он находился на крайнем левом фланге бригады Армистеда, и когда начала отступать находящаяся левее дивизия Тримбла, полк оказался под угрозой удара во фланг. Полковник Эдмондс решил повернуть полк для защиты фланга, но был в этот момент убит пулей в голову. Командование перешло к майору Джозефу Кэбеллу (подполковник Уиттл был уже ранен в плечо и руку), который не смог развернуть полк и приказал ему отойти назад за Эммитсбергскую дорогу. При отступлении было потеряно знамя полка, которое подобрали солдаты 8-го Огайского полка.
В бригаде решили, что Эдмондс попал в плен, и офицеры составили прошение о назначении его командиром бригады (вместо погибшего Армистеда) и отправили его в Военный департамент.
Точное место захоронения Эдмондса неизвестно. Предположительно он был перезахоронен в 1872 году с геттисбергского поля боя на кладбище Холивуд-Семетери в Ричмонде.